# Sein letzter Verrat
Sein letzter Verrat ist ein US-amerikanischer Western aus dem Jahr 1951 von Lewis R. Foster mit Ronald Reagan, Rhonda Fleming und Bruce Bennett in den Hauptrollen. Der Film wurde von Paramount Pictures produziert und basiert auf dem 1945 veröffentlichten Roman Any Number Can Play von Edward Harris Heth.

## Handlung
Während des Amerikanischen Bürgerkrieges dient der Santa Fe Trail als Nachschubweg für die Unionstruppen in Texas. Die Trecks werden jedoch von den Texas Dragonern unter Captain Vance Britten überfallen und geplündert. Der Kaufmann Sam McQuade, der heimlich Waffen und Alkohol an die in der Gegend lebenden Apachen verkauft, ist enttäuscht, dass nur eine kleine Abteilung Unions-Kavallerie zum Schutz der Nachschublieferungen in das Fort Point abkommandiert wurde. Kommandant der Truppe ist Colonel Jeb Britten, der Bruder des konföderierten Captains. McQuade schlägt vor, sich der Hilfe der Apachen zu versichern, doch Jeb lehnt ab. Er glaubt, dass die Indianer keine Unterschiede zwischen Soldaten der Union und der Konföderierten sowie den Siedlern machen.
Am Abend begegnet Jeb McQuades Frau Julie, die Vances Ex-Verlobte ist. McQuade, der glaubt, dass Jeb der Ex-Verlobte ist, verhöhnt die beiden. Daraufhin verlässt Julie ihren Mann und zieht in die nahe Stadt San Gil. Jeb versucht, den Konföderierten einen Hinterhalt zu legen, bleibt aber erfolglos. Jedoch erkennt er, dass die Rebellen von seinem Bruder angeführt werden. Vance stiehlt Jebs Pferd und Stiefel, die Rebellen plündern den Treck. Als Jeb ins Fort zurückkehrt, erfährt er, dass McQuade Kontakt zu Regierungsstellen aufgenommen hat, die mit den Apachen verhandeln sollen. Kurz darauf wird McQuade von Apachen angegriffen und getötet. Vance findet die Leiche und bei ihr ein Schreiben. So erfährt Vance, dass ein Major Riordan auf dem Weg zu Verhandlungen mit den Apachen ist.
Vance lauert dem Major auf, nimmt ihn gefangen und zieht dessen Uniform an. Nun sucht Vance als Major Riordan die Apachen auf. Zu seiner Überraschung erkennt er in dem Häuptling Graue Wolke den früheren Major General Harrison, der eine Apachin geheiratet hat. Aus Ärger über nicht eingehaltene Versprechungen, die er teilweise selber gegeben hat, quittierte er den Dienst und lebt seitdem unter den Indianern. Graue Wolke und seine Mithäuptlinge entscheiden, sich aus dem Krieg der Weißen herauszuhalten. In diesem Augenblick erreicht die Nachricht von der Festnahme Häuptling Geronimos, der für den Mord an McQuade verantwortlich gemacht wird, das Lager. Vance verspricht, für die Freilassung Geronimos zu sorgen. Er befürchtet, dass ansonsten die Apachen alle Weißen angreifen werden.
In San Gil stößt Vance auf Julie, die ihm nicht glauben will, dass er sie verlassen hat, um ihr zu ersparen, möglicherweise zur Soldatenwitwe zu werden. Er sucht den inhaftierten Geronimo auf. Der Häuptling rechtfertigt den Mord an McQuade als Rache, weil der Kaufmann mit dem Verkauf von Waffen und Alkohol die Apachen vernichte. Der aus Washington geschickte Bürokrat Delacourt will die Apachen bewaffnen, was Vance verhindern will. Da er keinen Erfolg damit hat, plant er, Geronimo zu befreien und zudem eine Goldladung der Unionstruppen zu stehlen, die gerade in San Gil angekommen ist. Jeb erfährt von Vances Plänen und konfrontiert ihn mit der Waffe in der Hand. Vance kann entkommen und zu seinen Leuten zurückkehren. 
Mit einer Gruppe Kriegern reitet Graue Wolke nach San Gil. Er bietet an, gegen die Freilassung Geronimos neutral zu bleiben. Ein aufgebrachter Einwohner erschießt den Häuptling, was zum Angriff der Apachen führt. Auf ihrem Weg zurück in den Süden werden Vance und seine Männer Zeuge des Angriffs. Vance befiehlt, der Stadt zu Hilfe zu kommen. Nach hartem Kampf werden die Indianer zurückgeschlagen. Julie will nach Baltimore ziehen und Vance nach Kriegsende heiraten. Jeb bietet Vance eine Zigarre an. Sie schütteln sich die Hände, dann reitet Vance mit seinen Männern Richtung Süden.  

## Produktion

### Hintergrund
Gedreht wurde der Film von Mitte Oktober bis Mitte November 1950 zum größten Teil in Arizona. Während Innenaufnahmen in den Paramount-Studios und den General-Service-Studios in Hollywood entstanden, wurden die Außenaufnahmen in Tucson, St. David, bei der Mission San Xavier del Bac, in der Sonora-Wüste, den Superstition Mountains, den Tucson Mountains und dem Ironwood Forest National Monument gefilmt.

### Stab
Rhonda Flemings Kleider wurden von Edith Head kreiert.

### Besetzung
In kleinen nicht im Abspann erwähnten Nebenrollen traten James Burke, Iron Eyes Cody und Harold Goodwin auf. Ebenfalls unerwähnt blieben Charles Evans als Graue Wolke, Ewing Mitchell als Major Riordan und John War Eagle als Geronimo.

## Synchronisation
| Rolle              | Schauspieler   | Deutscher Synchronsprecher |
| ------------------ | -------------- | -------------------------- |
| Cpt. Vance Britten | Ronald Reagan  | Horst Niendorf             |
| Julie McQuade      | Rhonda Fleming | Elisabeth Ried             |
| Col. Jeb Britten   | Bruce Bennett  | Wolf Martini               |
| Sgt. Calhoun       | Noah Beery jr. | Clemens Hasse              |
| Lt. Crosby         | Peter Hansen   | Eckart Dux                 |
| Lt. Fenton         | Hugh Beaumont  | Herbert Stass              |
| Mr. Delacourt      | Lloyd Corrigan | Walter Altenkirch          |
| Sam McQuade        | John Ridgely   | Friedrich Joloff           |
| Graue Wolke        | Charles Evans  | Paul Wagner                |
| Sergeant           | Harold Goodwin | Dietrich Frauboes          |
| Einwohner          | Jack Kenney    | Eduard Wandrey             |
| Major Gen. Riordan | Ewing Mitchell | Kurt Waitzmann             |

Anmerkung: Die kursiv geschriebenen Namen sind Rollen und Darsteller, die nicht im Abspann erwähnt wurden.

## Veröffentlichung
Die Premiere des Films fand am 4. April 1951 statt. In der Bundesrepublik Deutschland kam er am 26. Februar 1956 in die Kinos.

## Kritiken
Der Filmkritiken-Aggregator Rotten Tomatoes hat in einer Auswertung ein Publikumsergebnis von 33 Prozent positiver Bewertungen ermittelt.
Das Lexikon des internationalen Films schrieb: „Farbloser Routinewestern, in dem Ronald Reagan seine erste Starrolle spielte.“
Die Filmzeitschrift Cinema befand: „Selbst Ex-Präsident Reagan kann kein Feuer in diesem Western entfachen. Fazit: Routinierter Western, ohne Glanz und Gloria.“
Der Kritiker des TV Guide sah einen unterhaltsamen Western mit einigen exzellenten Farbaufnahmen und solider Darstellerleistung.